# Diogo Tomas
Diogo Alberto Soares Tomas (Oulu, 31 juli 1997) is een Fins-Portugees voetballer die doorgaans als verdediger  speelt. Hij verruilde in 2024 HJK Helsinki voor ADO Den Haag.

## Clubcarrière
Tomas begon zijn carrière bij FC Ilves, waar hij ook zijn seniorendebuut maakte. Na een huurperiode bij MP Mikkeli en een jaar bij FC Haka Valkeakoski speelde hij nog drie seizoenen bij Ilves. In 2019 won hij met Ilves de Finse voetbalbeker. Voor Ilves speelde hij in totaal 89 wedstrijden, waarin hij 7 keer scoorde.
Voor het seizoen 2021 verkaste Tomas naar KuPS, dat net als Ilves uitkwam in de Veikkausliiga, het hoogste niveau. Hier bleef hij twee seizoenen. In beide seizoenen won hij de Finse beker. In 2023 koos hij voor een avontuur in Noorwegen bij Odds BK. Na één seizoen keerde hij terug naar Finland, dit maal bij HJK Helsinki.
Medio 2024 verkaste Tomas naar ADO Den Haag, dat uitkwam in de Keuken Kampioen Divisie. Hij debuteerde op 13 september tegen FC Den Bosch en was meteen een vaste waarde in het elftal van Darije Kalezić. Op 31 januari 2025 scoorde hij zijn eerste doelpunt voor ADO tegen FC Eindhoven (2-1).

## Interlandcarrière
Tomas debuteerde in het Fins voetbalelftal op 17 november 2022, in een vriendschappelijke interland tegen Noord-Macedonië (1-1). Hij kwam in de 73e minuut in de ploeg voor Nikolai Alho.Hij speelde zijn enige officiële wedstrijd op 16 september 2023, tegen San Marino in de kwalificatie voor het EK 2024 (6-0). 

## Statistieken
| Seizoen | Club                | Competitie     | Competitie | Competitie | Beker | Beker | Overig | Overig | Totaal | Totaal |
| Seizoen | Club                | Competitie     | Wed.       | Dlp.       | Wed.  | Dlp.  | Dlp.   | Dlp.   | Wed.   | Dlp.   |
| ------- | ------------------- | -------------- | ---------- | ---------- | ----- | ----- | ------ | ------ | ------ | ------ |
| 2015    | FC Ilves            | Veikkausliiga  | 1          | 0          | 0     | 0     | 0      | 0      | 1      | 0      |
| 2016    | FC Ilves            | Veikkausliiga  | 3          | 0          | 3     | 0     | 0      | 0      | 6      | 0      |
| 2016    | → MP Mikkeli        | Kakkonen       | 5          | 0          | 0     | 0     | 0      | 0      | 5      | 0      |
| 2017    | FC Haka Valkeakoski | Ykkönen        | 20         | 1          | 0     | 0     | 0      | 0      | 20     | 1      |
| 2018    | FC Ilves            | Veikkausliiga  | 27         | 1          | 4     | 0     | 1      | 0      | 32     | 1      |
| 2019    | FC Ilves            | Veikkausliiga  | 17         | 1          | 5     | 2     | 0      | 0      | 22     | 3      |
| 2020    | FC Ilves            | Veikkausliiga  | 20         | 3          | 7     | 0     | 1      | 0      | 28     | 3      |
| 2021    | Kuopion Palloseura  | Veikkausliiga  | 23         | 5          | 6     | 2     | 5      | 1      | 34     | 8      |
| 2022    | Kuopion Palloseura  | Veikkausliiga  | 26         | 1          | 6     | 0     | 5      | 0      | 37     | 1      |
| 2022    | Odds BK             | Eliteserien    | 0          | 0          | 1     | 0     | 0      | 0      | 1      | 0      |
| 2023    | Odds BK             | Eliteserien    | 24         | 1          | 3     | 1     | 0      | 0      | 27     | 2      |
| 2024    | HJK Helsinki        | Veikkausliiga  | 17         | 2          | 2     | 0     | 5      | 1      | 24     | 3      |
| 2024/25 | ADO Den Haag        | Eerste divisie | 32         | 2          | 1     | 0     | 2      | 0      | 35     | 2      |
| Totaal  | Totaal              | Totaal         | 215        | 17         | 38    | 5     | 19     | 2      | 272    | 24     |

Bijgewerkt op 16 juni 2025.

## Erelijst
FC Ilves
- Suomen Cup (1x): 2019

 KuPS
- Suomen Cup (2x): 2021, 2022